# Novooleksandrivka, Pokrovske
Novooleksandrivka (în ucraineană Новоолександрівка) este un sat în comuna Vîșneve din raionul Pokrovske, regiunea Dnipropetrovsk, Ucraina.

## Demografie
Componența lingvistică a localității Novooleksandrivka
     Ucraineană (95,06%)
     Rusă (4,18%)
     Alte limbi (0,38%)
Conform recensământului din 2001, majoritatea populației localității Novooleksandrivka era vorbitoare de ucraineană (95,06%), existând în minoritate și vorbitori de rusă (4,18%).